# Sadiria eugeniifolia
Sadiria eugeniifolia là một loài thực vật có hoa trong họ Anh thảo. Loài này được (Wall. ex A. DC.) Mez miêu tả khoa học đầu tiên năm 1902.